# Monkey Man (chanson des Rolling Stones)
Pour les articles homonymes, voir Monkey Man (homonymie).
Pistes de Let It Bleed
You Got the Silver
(7) You Can't Always Get What You Want
(9)
Monkey Man est une chanson du groupe de rock britannique The Rolling Stones, parue le 5 décembre 1969 sur l'album Let It Bleed.

## Composition et enregistrement
Mick Jagger et Keith Richards ont écrit Monkey Man en hommage à l'artiste pop italien Mario Schifano, qu'ils ont rencontré sur le tournage de son film Umano Non Umano ! (Humain, pas humain !) en 1969.
Enregistrée aux studios Olympic à Londres, en avril 1969, l'intro de la chanson comprend un vibraphone, une basse et une guitare, ainsi qu'un piano. Keith Richards joue seul les parties de guitare rythmique et le solo de guitare slide, Mick Jagger est au chant, le producteur Jimmy Miller accompagne au tambourin, Nicky Hopkins est au piano, le bassiste Bill Wyman qui joue également le vibraphone en plus de son rôle habituel et le batteur Charlie Watts fidèle à son poste. Le vibraphone de Wyman est mixé sur le canal gauche avec le piano de Hopkins.

## Postérité
Les Rolling Stones ont joué Monkey Man en concert lors de la tournée Voodoo Lounge. Une version live de la chanson se trouve sur l'album Live Licks (2004). De nombreux films (dont Les affranchis de Martin Scorsese) et émissions de télévision (comme Entourage et How I Met Your Mother) ont utilisé la chanson. Elle est reprise dans un épisode de 21 Jump Street.
Le quintette hip-hop RJD2 MHz a échantillonné l'introduction de Monkey Man pour leur chanson World Premier. Phish a repris la chanson lors de leur concert du samedi après-midi au Super Ball IX, leur festival de trois jours qui a eu lieu au Watkins Glen International Speedway du 1er au 3 juillet 2011.

## Personnel
Crédits :
- Mick Jagger — chant
- Keith Richards —  guitares, chœurs
- Bill Wyman — basse, vibraphone
- Charlie Watts — batterie
- Nicky Hopkins — piano
- Jimmy Miller — tambourin